# Albion (Indiana)
Albion es un pueblo ubicado en el condado de Noble en el estado estadounidense de Indiana. En el Censo de 2010 tenía una población de 2349 habitantes y una densidad poblacional de 475,34 personas por km².

## Geografía
Albion se encuentra ubicado en las coordenadas 41°23′48″N 85°25′7″O / 41.39667, -85.41861. Según la Oficina del Censo de los Estados Unidos, Albion tiene una superficie total de 4.94 km², de la cual 4.94 km² corresponden a tierra firme y (0%) 0 km² es agua.

## Demografía
Según el censo de 2010, había 2349 personas residiendo en Albion. La densidad de población era de 475,34 hab./km². De los 2349 habitantes, Albion estaba compuesto por el 97.36% blancos, el 0.38% eran afroamericanos, el 0.17% eran amerindios, el 0.38% eran asiáticos, el 0% eran isleños del Pacífico, el 0.6% eran de otras razas y el 1.11% pertenecían a dos o más razas. Del total de la población el 3.19% eran hispanos o latinos de cualquier raza.